# Pine
Pine je e-mailový klient vyvíjený od roku 1989 na Washingtonské univerzitě. Jeho součástí je textový editor Pico. Od verze 4.64 vydané 28. září 2005 je vývoj zastaven, nástupcem je nový klient Alpine, který je licencován jako svobodný software. Pine je naproti tomu freeware. Je dostupný pro Unix a pro Microsoft Windows, k verzi pro Unix jsou navíc k dispozici i zdrojové kódy.

## Jméno
Lze se setkat s výkladem jména jako anglické rekurzivní zkratky Pine Is Not Elm (tedy Pine není elm), ovšem jeden z původní autorů tvrdí, že se jedná pouze o zpětně vymyšlenou zkratku. On sám by dal přednost Pine Is Nearly Elm (Pine je skoro elm) a skutečnost je taková, že jméno původně žádný zkratkový význam nemělo. Washingtonská univerzita posléze dala jménu význam zkratky Program for Internet News and E-mail.